# The Pale Emperor
The Pale Emperor (укр. Блідий Імператор) — дев'ятий студійний альбом американського рок-гурту Marilyn Manson, що вийшов 15 січня 2015 р. на лейблі Hell, etc.

## Передісторія й запис
Гурт розпочав роботу над The Pale Emperor у 2013. Платівку написано у співавторстві з Тайлером Бейтсом, з яким Менсон познайомився через участь обох у серіалі «Секс та Каліфорнія», де останній мав епізодичну роль, а Бейтс був кінокомпозитором. Перший джем-сейшн у «малому складському приміщенні» разом з колишнім барабанщиком Slayer Дейвом Ломбардо виявився неуспішним через проблеми Менсона з пристосуванням до джемінґу. Пізніше Бейтс запропонував працю вдвох у своїй домашній студії, наслідком чого стала «Birds of Hell Awaiting». Потім з'явилася «Third Day of a Seven Day Binge».
Більшу частину альбому записано за 3 місяці, подальший овердаббінг відбувався впродовж наступних 6 місяців, у період між грою Менсона у «Синах анархії» та роботою Бейтса над музикою до «Вартових галактики» (2014). На початку 2014 Ґіл Шерон зі Stolen Babies заявив, що він працює над новою платівкою з листопада. 1 лютого творець «Синів анархії» Курт Саттер сповістив, що він написав пісню з Шутером Дженнінґсом, до якої мав увійти вокал Менсона. Саттер також повідомив, пісня з'явиться у сьомому, заключному сезоні «Синів анархії», підтвердив, що Менсон зіграв у серіалі роль расиста Рона Таллі. 25 червня Фред Саблан оголосив про залишення складу гурту. 3 вересня Менсон підтвердив готовість платівки. У записі також не брав участі Твіґґі.
|  | «Тайлер сідав навпроти мене з гітарою та підсилювачем. Ми не обговорювали, якими будуть пісні. Я казав: „Просто грай, дай мені мікрофон, уперед“. Звичайно, пізніше ми все ретельно допрацьовували, але гітару й вокал переважно записано з першого разу. Якщо я чи він щось запорювали, то ми разом починали його заново». |

Альбом присвячено Барбарі Ворнер, матері Менсона, яка померла у 2014 на День матері після 8 років боротьби з деменцією.

## Музика й тексти
У музичному плані The Pale Emperor є відходом від звичного стилю гурту, відхиленням від важкого металу, електронного й індастріал-продакшену попередніх робіт у бік блюзового та гард-рокового звучання. За Менсоном, джерелами натхнення були Мадді Вотерс, The Rolling Stones і The Doors.
Назва альбому походить від римського імператора Констанція I — також відомого як «Констанцій Блідий». Тексти пісень присвячено темам смертності, війни, насильства та рабства релігії, вони також містять покликання на давньогрецьку міфологію й німецький фольклор, зокрема історію Фавста та Мефістофеля. «The Mephistopheles of Los Angeles» був початковим заголовним, центральним треком. Менсон порівнює свою кар'єру з життям Фавста. В інтерв'ю Philadelphia Inquirer пояснив, що він «продав душу, щоб стати рок-зіркою». Менсон заносив тексти до одного блокнота, відмовившись від досвіду використання «20 різних записників».

## Реліз та промоція
Нова пісня «Cupid Carries a Gun» стала опенінґом телесеріалу «Салем». Одним з композиторів і продюсерів став Тайлер Бейтс. Трек «Killing Strangers» потрапив до стрічки «Джон Вік», випущеної у жовтні. 26 жовтня у «Рок-шоу з Деніелом П. Картером» на BBC Radio 1 відбулась прем'єра «Third Day of a Seven Day Binge». Одразу після трансляції пісня стала приступною для безкоштовного завантаження на офіційному сайті гурту. «Third Day of Binge», «Cupid Carries a Gun», «Deep Six» виконували під час туру у Південній Каліфорнії у жовтні й на початку листопада 2014.
17 листопада анонсували тур The Hell Not Hallelujah з першим концертом 21 січня 2015 у The Fillmore (Вашингтон) й останнім 14 лютого в House of Blues (Лас-Вегас). 19 грудня відбулась прем'єра відеокліпу «Deep Six». 23 грудня ексклюзивно для Best Buy видали подвійний А-сторонній CD-сингл «Third Day of a Seven Day Binge» і «Deep Six». 12 січня The Pale Emperor став приступним для стріму на сайті Genius.

## Паковання й формати
9 листопада 2014 офіційний сайт гурту анонсував вихід The Pale Emperor. Реліз став приступним у різних форматах починаючи з 15 січня 2015, зокрема в стандартному та делюкс-виданні на CD; важкому 180-грамовому подвійному вінілі з чорним, білим та сірим мармуровим (лімітоване видання) кольором, останній з яких став ексклюзивом для Hot Topic; і цифровому завантаженні, зосібна як повночастотні 24-бітні AIFF та WAV-файли, розміщені на Qobuz. Вінілові диски виготовлено на Record Technology, Inc. у Камарільйо, штат Каліфорнія, з використанням заводської системи HQ-180™. З усіма грамплатівками постачалося цифрове завантаження альбому. CD мають термо-хромову теплочутливу чорну поверхню, яка змінює колір на білий із зображенням Менсона після виймання диска з програвача.
Інтернет-крамниця гурту також ексклюзивно випустила обмежений «Повний бокс-сет». Дизайн: Менсон, Вілло Перрон. До набору входить делюкс-CD, білий вінил, колекційний пронумерований бокс із сірої палітурної тканини, 5 літографій художника Ніколаса Коупа, розкладний 24-дюймовий глянсовий постер, конверти платівок, надруковані ультрафіолетовими чорнилами на повноколірному покритті, футболка Pale Emperor тщ.

## Список пісень
Автор слів Мерилін Менсон, автор музики Тайлер Бейтс. 
| #   | Назва                               | Тривалість |
| --- | ----------------------------------- | ---------- |
| 1.  | «Killing Strangers»                 | 5:36       |
| 2.  | «Deep Six»                          | 5:02       |
| 3.  | «Third Day of a Seven Day Binge»    | 4:26       |
| 4.  | «The Mephistopheles of Los Angeles» | 4:57       |
| 5.  | «Warship My Wreck»                  | 5:57       |
| 6.  | «Slave Only Dreams to Be King»      | 5:20       |
| 7.  | «The Devil Beneath My Feet»         | 4:16       |
| 8.  | «Birds of Hell Awaiting»            | 5:05       |
| 9.  | «Cupid Carries a Gun»               | 4:59       |
| 10. | «Odds of Even»                      | 6:22       |

| Бонус-треки делюкс-видання | Бонус-треки делюкс-видання                                                     | Бонус-треки делюкс-видання |
| #                          | Назва                                                                          | Тривалість                 |
| -------------------------- | ------------------------------------------------------------------------------ | -------------------------- |
| 11.                        | «Day 3» (Акустична версія «Third Day of a Seven Day Binge»)                    | 4:11                       |
| 12.                        | «Fated, Fateful, Fatal» (Акустична версія «The Mephistopheles of Los Angeles») | 4:41                       |
| 13.                        | «Fall of the House of Death» (Акустична версія «Odds of Even»)                 | 4:30                       |
| 65:22                      |                                                                                |                            |

## Учасники
| - Записано на Abattoir Studios, Студіо-Сіті, штат Каліфорнія - Запис барабанів: Ґуставо Борнер на Igloo Studios, Бербанк, штат Каліфорнія - Зведення: Роберт Карранза, Вольфґанґ Маттес на SPPP, Лос-Анджелес, штат Каліфорнія - Мастеринг: Браян Люсі на Magic Garden Mastering, Лос-Анджелес, штат Каліфорнія Marilyn Manson - Мерілін Менсон — вокал, продюсування, перкусія; клавішні (на «Slave Only Dreams to Be King») - Тайлер Бейтс — бас-гітара, гітара, арпеджіоне, клавішні, програмування, продюсування - Ґіл Шерон — барабани | Інші - Ніколас Коуп — фотограф - Емма Бенкс, Кріс Делтсон — виконавчі букери - Рік Роскін — букер - Тоні Кулла — менеджмент - Джоан Гіґґінботтом — Pro Tools - Вілло Перрон — креативний директор - Гассан Рагім — артдиректор - Лорі Соріано — юрист - Ділан Ейланд, Вольфґанґ Маттес — додаткове програмування - Френк Макк'я — баритоновий саксофон, теноровий саксофон (на «Birds of Hell Awaiting») - Роджер Джозеф Меннінґ-молодший — піаніно (на «Slave Only Dreams to Be King») - Волтер Ґоґґінс-молодший — проповідник (на «Slave Only Dreams to Be King») |

## Чартові позиції

### Тижневі
| Чарт (2015)                  | Найвища позиція |
| ---------------------------- | --------------- |
| Австралія                    | 6               |
| Австрія                      | 4               |
| Валонія                      | 5               |
| Велика Британія              | 16              |
| UK Independent Albums        | 6               |
| UK Rock & Metal Albums       | 3               |
| Греція                       | 8               |
| Данія                        | 18              |
| Ірландія                     | 21              |
| Ірландія (незалежні альбоми) | 5               |
| Іспанія                      | 15              |
| Італія                       | 26              |
| Канада                       | 4               |
| Мексика                      | 33              |
| Нідерланди                   | 21              |
| Німеччина                    | 4               |
| Нова Зеландія                | 5               |
| Норвегія                     | 24              |
| Польща                       | 3               |
| Португалія                   | 10              |
| Росія                        | 2               |
| США                          | 8               |
| US Top Hard Rock Albums      | 1               |
| Угорщина                     | 8               |
| Хорватія (зарубіжні альбоми) | 11              |
| Фінляндія                    | 10              |
| Фландрія                     | 20              |
| Франція                      | 5               |
| Чехія                        | 8               |
| Швейцарія                    | 1               |
| Швеція                       | 20              |
| Шотландія                    | 17              |
| Японія                       | 25              |

### Річні
| Чарт (2015)                         | Позиція |
| ----------------------------------- | ------- |
| Валонія (Ultratop Wallonia)         | 154     |
| US Alternative Albums (Billboard)   | 27      |
| US Top Hard Rock Albums (Billboard) | 11      |
| US Top Rock Albums (Billboard)      | 41      |

## Нагороди
| Критик/Публікація            | Список                                            | Позиція |
| ---------------------------- | ------------------------------------------------- | ------- |
| Classic Rock                 | «50 найкращих альбомів 2015»                      | 43      |
| God Is in the TV Zine        | «Опитування альбомів 2015 за версією GIITTV»      | 30      |
| Ганна Ювенс із Kerrang!      | «Топ-10 альбомів року»                            | 5       |
| Пол Треверс із Kerrang!      | «Топ-10 альбомів року»                            | 9       |
| Loudwire                     | «20 найкращих рок-альбомів 2015» (вибір редакції) | 2       |
| Loudwire                     | «Найкращий рок-альбом 2015» (вибір читачів)       | 6       |
| Metal Hammer                 | «50 найкращих альбомів 2015»                      | 7       |
| Revolver                     | «Топ-20 альбомів 2015»                            | 11      |
| Rolling Stone                | «50 найкращих альбомів 2015»                      | 34      |
| Rolling Stone                | «20 найкращих метал-альбомів 2015»                | 1       |
| Smells Like Infinite Sadness | «15 найкращих альбомів 2015»                      | 3       |

## Історія виходу
| Країна          | Дата          | Лейбл      | Дистриб'ютор         | Формат                     | Каталог       |
| --------------- | ------------- | ---------- | -------------------- | -------------------------- | ------------- |
| Бельгія         | 15 січня 2015 | Hell, etc. | Cooking Vinyl        | CD LP цифрове завантаження | 0711297510225 |
| Німеччина       | 16 січня 2015 | Hell, etc. | Cooking Vinyl        | CD LP цифрове завантаження | 237619        |
| Ірландія        | 16 січня 2015 | Hell, etc. | Cooking Vinyl        | CD LP цифрове завантаження | COOKCD602     |
| Італія          | 16 січня 2015 | Hell, etc. | Cooking Vinyl        | CD LP цифрове завантаження | 0711297510225 |
| Франція         | 19 січня 2015 | Hell, etc. | Cooking Vinyl        | CD LP цифрове завантаження | 0711297510225 |
| Нідерланди      | 19 січня 2015 | Hell, etc. | Cooking Vinyl        | CD LP цифрове завантаження | 0711297510225 |
| Швеція          | 19 січня 2015 | Hell, etc. | Cooking Vinyl        | CD LP цифрове завантаження | 0711297510225 |
| Норвегія        | 19 січня 2015 | Hell, etc. | Cooking Vinyl        | CD LP цифрове завантаження | COOKCD602     |
| Велика Британія | 19 січня 2015 | Hell, etc. | Cooking Vinyl        | CD LP цифрове завантаження | COOKCD602     |
| Канада          | 20 січня 2015 | Hell, etc. | Dine Alone Records   | CD LP цифрове завантаження |               |
| США             | 20 січня 2015 | Hell, etc. | Loma Vista           | CD LP цифрове завантаження | LVR-36380-02  |
| Японія          | 21 січня 2015 | Hell, etc. | Victor Entertainment | CD LP цифрове завантаження | VICP-65261    |
| Австралія       | 23 січня 2015 | Hell, etc. | Cooking Vinyl        | CD LP цифрове завантаження |               |
| Нова Зеландія   | 23 січня 2015 | Hell, etc. | Cooking Vinyl        | CD LP цифрове завантаження |               |

## Ппримітки
1. ↑  The Pale Emperor Reviews. Metacritic. CBS Interactive. Архів оригіналу за 3 березня 2016. Процитовано 16 січня 2015.
2. ↑  Thomas, Fred. The Pale Emperor - Marilyn Manson. AllMusic. Rovi Corporation. Архів оригіналу за 6 травня 2016. Процитовано 16 січня 2015.
3. ↑  Zaleski, Annie (20 січня 2015). The Pale Emperor. The A.V. Club. Onion, Inc. Архів оригіналу за 7 травня 2016. Процитовано 21 січня 2015.
4. ↑  Bogosian, Dan (14 січня 2015). Marilyn Manson – The Pale Emperor. Consequence of Sound. Архів оригіналу за 3 березня 2016. Процитовано 16 січня 2015.
5. ↑  Hanratty, Dave (15 січня 2015). Marilyn Manson - The Pale Emperor. Drowned in Sound. Архів оригіналу за 18 квітня 2016. Процитовано 16 січня 2015. [Архівовано 2016-04-18 у Wayback Machine.]
6. ↑  Marilyn Manson - The Pale Emperor. Kerrang! Magazine Issue 1550. Bauer Media Group. January 2015. {{cite journal}}: |access-date= вимагає |url= (довідка)
7. ↑  Rees, Adam (6 січня 2015). Marilyn Manson: The Pale Emperor. Metal Hammer. Архів оригіналу за 16 січня 2015. Процитовано 16 січня 2015.
8. ↑  Pattison, Louis (14 січня 2015). Marilyn Manson - 'The Pale Emperor'. NME. Time Inc. UK. Архів оригіналу за 21 квітня 2016. Процитовано 16 січня 2015.
9. ↑  Dolan, Jon (20 січня 2015). The Pale Emperor. Rolling Stone. Архів оригіналу за 6 травня 2016. Процитовано 20 січня 2015.
10. ↑  Slant review. Архів оригіналу за 20 листопада 2015. Процитовано 21 січня 2015.
11. ↑  Barkan, Jonathan (9 листопада 2014). Full Details For Marilyn Manson’s Latest Album Released. BloodyDisgusting. Архів оригіналу за 3 березня 2016. Процитовано 9 листопада 2014.
12. ↑  Lauvou, Jim (30 травня 2013). Marilyn Manson: "I Like To Smoke and Hang Out With The Gangsta Rappers". Phoenix New Times. Архів оригіналу за 12 березня 2015. Процитовано 11 листопада 2014.
13. 1 2 3 4  Sculley, Alan (23 січня 2015). Marilyn Manson to unveil 'Pale Emperor' in Bethlehem. The Morning Call. Архів оригіналу за 4 березня 2016. Процитовано 24 січня 2015. [Архівовано 2016-03-04 у Wayback Machine.]
14. ↑  Newman, Melinda (1 серпня 2014). Interview: Tyler Bates on the relief of finishing the Guardians of the Galaxy score. HitFix. Архів оригіналу за 13 червня 2016. Процитовано 26 січня 2015. [Архівовано 2015-09-25 у Wayback Machine.]
15. 1 2  Marilyn Manson Talks 'The Pale Emperor' + 'Sons Of Anarchy'. Loudwire. 19 грудня 2014. Архів оригіналу за 4 березня 2016. Процитовано 24 січня 2015.
16. 1 2  Ryzik, Melena (15 січня 2015). A Dark Prince Steps Into the Light. The New York Times. The New York Times Company. Архів оригіналу за 30 січня 2015. Процитовано 16 січня 2015.
17. ↑  @GilSharone (7 лютого 2014). Twitter/GilSharone: That session I've been waiting... (Твіт). Архів оригіналу за 7 березня 2016. Процитовано 20 червня 2014 — через Твіттер.
18. ↑  Video by gilsharone. 26 листопада 2013. Архів оригіналу за 5 березня 2016. Процитовано 20 червня 2014.
19. ↑  WTF Sutter 2/1/14. YouTube. 1 лютого 2014. Архів оригіналу за 25 липня 2014. Процитовано 9 листопада 2014.
20. ↑  Weigle, Lauren (9 вересня 2014). Marilyn Manson, ‘Sons of Anarchy': 5 Fast Facts You Need to Know. Heavy.com. Архів оригіналу за 10 листопада 2014. Процитовано 9 листопада 2014.
21. ↑  @Fredsablan (25 червня 2014). Twitter/Fredsablan: Lots of love for my brother... (Твіт). Архів оригіналу за 15 вересня 2014. Процитовано 27 червня 2014 — через Твіттер.
22. ↑  Carter, Emily (3 вересня 2014). Marilyn Manson says new album is "prepared for landing". Kerrang!. Bauer Media Group. Архів оригіналу за 27 червня 2015. Процитовано 4 вересня 2014.
23. ↑  Thompson, Barry (20 січня 2015). Marilyn Manson Interview - Marilyn Manson on 'The Pale Emperor', Grunge, Courtney Love. Esquire. Hearst Corporation. Архів оригіналу за 24 січня 2015. Процитовано 20 січня 2015.
24. ↑  Ryzik, Melena (15 січня 2015). A Dark Prince Steps Into the Light. The New York Times. The New York Times Company. Архів оригіналу за 30 січня 2015. Процитовано 16 січня 2015.
25. ↑  Marilyn Manson's Mother Dies After Battle With Dementia. Blabbermouth.net. 18 травня 2014. Архів оригіналу за 3 березня 2016. Процитовано 16 січня 2015.
26. 1 2  Brophy, Aaron (20 січня 2014). Why Marilyn Manson's 'The Pale Emperor' Is A 'F*ck You' To The Devil. The Huffington Post. AOL Music. Архів оригіналу за 6 березня 2016. Процитовано 27 січня 2015.
27. ↑  Amorosi, A.D. (22 січня 2015). Profile: Marilyn Manson brings his icy, black arts to the Electric Factory. The Philadelphia Inquirer. Interstate General Media. Процитовано 27 січня 2015.
28. ↑  Браун"--, August (20 січня 2015). 'Pale Emperor' ushers in the return of Marilyn Manson. Los Angeles Times. Austin Beutner. Архів оригіналу за 14 вересня 2016. Процитовано 29 січня 2015.
29. ↑  Moskovitch, Greg (21 січня 2015). 6 Things We Learnt From Marilyn Manson's 'The Pale Emperor'. Tonedeaf.com.au. Архів оригіналу за 31 березня 2016. Процитовано 27 січня 2015.
30. ↑  The Pale Emperor Marilyn Manson is relevant and rocking again. News.com.au. News Corp Australia. 22 січня 2015. Архів оригіналу за 26 січня 2015. Процитовано 27 січня 2015.
31. ↑  Steven Hyden (20 січня 2015). A Lovely Chat With the 'God of F--k': Why Marilyn Manson Is Still Here (and Why We Haven’t Asked Him to Leave). Grantland. ESPN. Архів оригіналу за 17 грудня 2015. Процитовано 28 січня 2015.(англ.) Наведено за англійською вікіпедією.
32. ↑  Hasted, Nick (20 грудня 2014). Marilyn Manson: Resurrection Man — Features. Classic Rock. TeamRock. Архів оригіналу за 3 березня 2016. Процитовано 27 січня 2015.
33. ↑  Ferrante Batista, Amanda (21 січня 2015). An Interview with Marilyn Manson: The Emperor's New Groove. The Aquarian Weekly. Arts Weekly, Inc. Архів оригіналу за 28 червня 2017. Процитовано 25 січня 2015.
34. ↑  New Marilyn Manson song to soundtrack TV series Salem. NME. 25 квітня 2014. Архів оригіналу за 3 березня 2016. Процитовано 27 квітня 2014.
35. ↑  O'Connell, Michael (24 квітня 2014). WGN America's 'Salem' Enlists Marilyn Manson for Opening Titles (Video). The Hollywood Reporter. Архів оригіналу за 3 березня 2016. Процитовано 27 квітня 2014.
36. ↑  'John Wick' to Feature Music by Tyler Bates & Joel Richard. filmmusicreporter.com. 11 липня 2014. Архів оригіналу за 16 червня 2020. Процитовано 14 липня 2014.
37. ↑  John Wick (2014). Soundtracks.net. Архів оригіналу за 7 травня 2016. Процитовано 21 жовтня 2014.
38. ↑  Marilyn Manson Premieres New Song, "Third Day of a Seven Day Binge". Revolver. 26 жовтня 2014. Архів оригіналу за 3 березня 2016. Процитовано 6 листопада 2014.
39. ↑  Marilyn Manson, Live in Los Angeles. Metal Hammer. Архів оригіналу за 6 листопада 2014. Процитовано 6 листопада 2014. [Архівовано 2014-11-06 у Wayback Machine.]
40. ↑  Hartmann, Graham (17 листопада 2014). Marilyn Manson Announces 'Hell Not Hallelujah 2015 U.S. Tour. Архів оригіналу за 13 серпня 2016. Процитовано 18 листопада 2014.
41. ↑  Marilyn Manson Announces The Hell Not Hallelujah Tour 2015. The Rock Revival. Архів оригіналу за 29 листопада 2014. Процитовано 18 листопада 2014.
42. ↑  Marilyn Manson Shares 'Deep Six' Music Video, Bart Hess Directs Clip for 'The Pale Emperor' Single. Music Times. Архів оригіналу за 3 березня 2016. Процитовано 22 грудня 2014.
43. ↑  Third Day of a Seven Day Binge - CD Single. Best Buy. Архів оригіналу за 4 березня 2016. Процитовано 12 грудня 2014.
44. ↑  Reed, Ryan (12 січня 2015). Marilyn Manson's Eerie New LP 'The Pale Emperor' Now Streaming. Rolling Stone. Архів оригіналу за 30 липня 2016. Процитовано 14 січня 2015.
45. ↑  Barkan, Jonathan (9 листопада 2014). Full Details For Marilyn Manson's Latest Album Released. BloodyDisgusting. Архів оригіналу за 3 березня 2016. Процитовано 9 листопада 2014.
46. ↑  The Pale Emperor [2LP Black Vinyl]. Amazon.co.uk. Архів оригіналу за 24 січня 2015. Процитовано 29 січня 2015.
47. ↑  The Pale Emperor [2LP Gatefold White Vinyl] [Deluxe Edition]. Amazon.co.uk. Архів оригіналу за 4 лютого 2015. Процитовано 29 січня 2015.
48. ↑  Marilyn Manson — The Pale Emperor Vinyl LP Hot Topic Exclusive. Hot Topic. Архів оригіналу за 30 січня 2015. Процитовано 29 січня 2015. [Архівовано 2015-01-30 у Wayback Machine.]
49. ↑  The Pale Emperor (version Deluxe) — Marilyn Manson. Qobuz. Архів оригіналу за 8 березня 2016. Процитовано 29 січня 2015.
50. 1 2 3  The Pale Emperor — Definitive Box:: The Official Marilyn Manson Store. Kings Road Merch. Архів оригіналу за 29 квітня 2015. Процитовано 29 січня 2015. [Архівовано 2015-04-30 у Wayback Machine.]
51. ↑  Raible, Alan (24 січня 2015). Music Reviews: The Latest From Bjork, Sleater-Kinney, The Decemberists and More. Good Morning America. Yahoo!. Архів оригіналу за 7 березня 2016. Процитовано 29 січня 2015. [Архівовано 2016-03-07 у Wayback Machine.]
52. ↑  ARIA Australian Top 50 Singles Chart. Australian Recording Industry Association. Архів оригіналу за 31 січня 2015. Процитовано 30 січня 2015.
53. ↑  Архівована копія. Архів оригіналу за 8 березня 2016. Процитовано 2 лютого 2015.{{cite web}}:  Обслуговування CS1: Сторінки з текстом «archived copy» як значення параметру title (посилання)
54. ↑  Архівована копія. Архів оригіналу за 5 травня 2016. Процитовано 2 лютого 2015.{{cite web}}:  Обслуговування CS1: Сторінки з текстом «archived copy» як значення параметру title (посилання)
55. ↑  Архівована копія. Архів оригіналу за 28 січня 2015. Процитовано 2 лютого 2015.{{cite web}}:  Обслуговування CS1: Сторінки з текстом «archived copy» як значення параметру title (посилання)
56. ↑  Архівована копія. Архів оригіналу за 2 лютого 2015. Процитовано 2 лютого 2015.{{cite web}}:  Обслуговування CS1: Сторінки з текстом «archived copy» як значення параметру title (посилання)
57. ↑  Архівована копія. Архів оригіналу за 24 липня 2013. Процитовано 2 лютого 2015.{{cite web}}:  Обслуговування CS1: Сторінки з текстом «archived copy» як значення параметру title (посилання)
58. ↑  Official IFPI Charts – Top 75 Albums Sales Chart (Week: 6/2015). IFPI Greece. Архів оригіналу за лютого 17, 2015. Процитовано 17 лютого 2015.
59. ↑  Архівована копія. Архів оригіналу за 8 лютого 2016. Процитовано 2 лютого 2015.{{cite web}}:  Обслуговування CS1: Сторінки з текстом «archived copy» як значення параметру title (посилання) [Архівовано 2016-02-08 у Wayback Machine.]
60. ↑  Архівована копія. Архів оригіналу за 3 березня 2016. Процитовано 2 лютого 2015.{{cite web}}:  Обслуговування CS1: Сторінки з текстом «archived copy» як значення параметру title (посилання) [Архівовано 2016-03-03 у Wayback Machine.]
61. ↑  Архівована копія. Архів оригіналу за 3 березня 2016. Процитовано 2 лютого 2015.{{cite web}}:  Обслуговування CS1: Сторінки з текстом «archived copy» як значення параметру title (посилання) [Архівовано 2016-03-03 у Wayback Machine.]
62. ↑  Архівована копія. Архів оригіналу за 11 червня 2014. Процитовано 2 лютого 2015.{{cite web}}:  Обслуговування CS1: Сторінки з текстом «archived copy» як значення параметру title (посилання)
63. ↑  Архівована копія. Архів оригіналу за 29 січня 2015. Процитовано 2 лютого 2015.{{cite web}}:  Обслуговування CS1: Сторінки з текстом «archived copy» як значення параметру title (посилання) [Архівовано 2015-01-29 у Wayback Machine.]
64. ↑  Архівована копія. Архів оригіналу за 3 липня 2015. Процитовано 2 лютого 2015.{{cite web}}:  Обслуговування CS1: Сторінки з текстом «archived copy» як значення параметру title (посилання)
65. ↑  @Amprofon (4 березня 2015). The Pale Emperor de @marilynmanson puesto #33... (Твіт)  (ісп.). Архів оригіналу за 25 березня 2016. Процитовано 10 березня 2015 — через Твіттер.
66. ↑  Архівована копія. Архів оригіналу за 20 квітня 2016. Процитовано 2 лютого 2015.{{cite web}}:  Обслуговування CS1: Сторінки з текстом «archived copy» як значення параметру title (посилання)
67. ↑  http://www.officialcharts.de/album.asp?artist=Marilyn+Manson&title=The+Pale+Emperor&cat=a&country=de
68. ↑  Архівована копія. Архів оригіналу за 14 травня 2012. Процитовано 2 лютого 2015.{{cite web}}:  Обслуговування CS1: Сторінки з текстом «archived copy» як значення параметру title (посилання) [Архівовано 2014-12-30 у Wayback Machine.]
69. ↑  Архівована копія. Архів оригіналу за 29 травня 2016. Процитовано 2 лютого 2015.{{cite web}}:  Обслуговування CS1: Сторінки з текстом «archived copy» як значення параметру title (посилання)
70. 1 2  Архівована копія. Архів оригіналу за 4 березня 2016. Процитовано 2 лютого 2015.{{cite web}}:  Обслуговування CS1: Сторінки з текстом «archived copy» як значення параметру title (посилання)
71. ↑  Архівована копія. Архів оригіналу за 30 травня 2016. Процитовано 2 лютого 2015.{{cite web}}:  Обслуговування CS1: Сторінки з текстом «archived copy» як значення параметру title (посилання)
72. ↑  Архівована копія. Архів оригіналу за 5 липня 2015. Процитовано 2 лютого 2015.{{cite web}}:  Обслуговування CS1: Сторінки з текстом «archived copy» як значення параметру title (посилання)
73. ↑  Архівована копія. Архів оригіналу за 1 липня 2016. Процитовано 2 лютого 2015.{{cite web}}:  Обслуговування CS1: Сторінки з текстом «archived copy» як значення параметру title (посилання)
74. ↑  Архівована копія. Архів оригіналу за 11 грудня 2017. Процитовано 2 лютого 2015.{{cite web}}:  Обслуговування CS1: Сторінки з текстом «archived copy» як значення параметру title (посилання)
75. ↑  Архівована копія. Архів оригіналу за 10 березня 2016. Процитовано 2 лютого 2015.{{cite web}}:  Обслуговування CS1: Сторінки з текстом «archived copy» як значення параметру title (посилання)
76. ↑  Архівована копія. Архів оригіналу за 16 серпня 2016. Процитовано 2 лютого 2015.{{cite web}}:  Обслуговування CS1: Сторінки з текстом «archived copy» як значення параметру title (посилання)
77. ↑  Архівована копія. Архів оригіналу за 1 травня 2016. Процитовано 2 лютого 2015.{{cite web}}:  Обслуговування CS1: Сторінки з текстом «archived copy» як значення параметру title (посилання)
78. ↑  Архівована копія. Архів оригіналу за 14 січня 2016. Процитовано 2 лютого 2015.{{cite web}}:  Обслуговування CS1: Сторінки з текстом «archived copy» як значення параметру title (посилання)
79. ↑  Архівована копія. Архів оригіналу за 1 лютого 2015. Процитовано 2 лютого 2015.{{cite web}}:  Обслуговування CS1: Сторінки з текстом «archived copy» як значення параметру title (посилання)
80. ↑  Архівована копія. Архів оригіналу за 23 січня 2015. Процитовано 22 січня 2015.{{cite web}}:  Обслуговування CS1: Сторінки з текстом «archived copy» як значення параметру title (посилання)
81. ↑  http://www.officialcharts.com/archive-chart/_/23/2015-01-31
82. ↑  Архівована копія. Архів оригіналу за 2 лютого 2015. Процитовано 2 лютого 2015.{{cite web}}:  Обслуговування CS1: Сторінки з текстом «archived copy» як значення параметру title (посилання)
83. ↑  Rapports Annuels 2015 - Albums. Ultratop.be (фр.). Hung Medien. Архів оригіналу за 1 березня 2016. Процитовано 24 грудня 2015.
84. ↑  Top Alternative Albums - Year-End Chart. Billboard. Prometheus Global Media. Архів оригіналу за 15 серпня 2016. Процитовано 12 грудня 2015.
85. ↑  Top Rock Albums - Year-End Chart. Billboard. Prometheus Global Media. Архів оригіналу за 2 серпня 2016. Процитовано 10 грудня 2015.
86. ↑  Top Rock Albums - Year-End Chart. Billboard. Prometheus Global Media. Архів оригіналу за 5 лютого 2016. Процитовано 10 грудня 2015.
87. ↑  50 Best Albums of 2015. Classic Rock. TeamRock. Архів оригіналу за 10 грудня 2015. Процитовано 10 грудня 2015.
88. ↑  Cummings, Bill. GIITTV's Albums Poll of 2015. God Is in the TV Zine. Архів оригіналу за 15 грудня 2015. Процитовано 14 грудня 2015.
89. ↑  The Kerrang! Staff's Top 10 Albums of the Year. Kerrang!. Bauer Media Group. Архів оригіналу за 29 січня 2016. Процитовано 9 грудня 2015.
90. ↑  20 Best Rock Albums of 2015. Loudwire. Townsquare Media. Архів оригіналу за 26 червня 2016. Процитовано 10 грудня 2015.
91. ↑  5th Annual Loudwire Music Awards: Complete Winners List. Loudwire. Townsquare Media. 1 грудня 2015. Архів оригіналу за 20 лютого 2016. Процитовано 10 грудня 2015.
92. ↑  2015: A Year in Metal - The Critics' Poll 15-6. Metal Hammer. TeamRock. Архів оригіналу за 15 грудня 2015. Процитовано 16 грудня 2015.
93. ↑  2015: Revolver's Top 20 Albums of 2015. Revolver. NewBay Media. 21 грудня 2015. Архів оригіналу за 22 квітня 2016. Процитовано 21 грудня 2015.
94. ↑  Marilyn Manson, 'The Pale Emperor' - 50 Best Albums of 2015. Rolling Stone. 1 грудня 2015. Архів оригіналу за 4 лютого 2016. Процитовано 10 грудня 2015.
95. ↑  Marilyn Manson, 'The Pale Emperor' - 20 Best Metal Albums of 2015. Rolling Stone. 10 грудня 2015. Архів оригіналу за 2 лютого 2016. Процитовано 10 грудня 2015.
96. ↑  SLIS's 15 Best Albums of 2015. Smells Like Infinite Sadness. 17 грудня 2015. Архів оригіналу за 19 грудня 2015. Процитовано 17 грудня 2015.
97. ↑  Pale Emperor - Marilyn Manson - CD. Cosmox.be (Belgian) . Архів оригіналу за січень 19, 2015. Процитовано 19 січня 2015. [Архівовано 2015-01-19 у Wayback Machine.]
98. ↑  Marilyn Manson / The Pale Emperor Deluxe - Nuclear Blast. Nuclear Blast. Архів оригіналу за грудень 18, 2014. Процитовано 16 листопада 2014.
99. ↑  iTunes Ireland - Music - The Pale Emperor. iTunes IE. Архів оригіналу за 5 березня 2016. Процитовано 16 листопада 2014.
100. ↑  iTunes Italy - Music - The Pale Emperor. iTunes IT (італ.). Архів оригіналу за 5 березня 2016. Процитовано 16 листопада 2014.
101. ↑  iTunes France - Music - The Pale Emperor. iTunes FR (фр.). Архів оригіналу за 22 квітня 2016. Процитовано 21 листопада 2014.
102. ↑  Marilyn Manson, The Pale Emperor. bol.com (нід.). Архів оригіналу за 29 листопада 2014. Процитовано 21 листопада 2014.
103. ↑  Buy Marilyn Manson: Pale Emperor on Audio CD. WOW HD. Архів оригіналу за грудень 22, 2014. Процитовано 14 грудня 2014. [Архівовано 2014-12-22 у Wayback Machine.]
104. ↑  The Pale Emperor - Deluxe Edition (Digipak) (Album). cdon.no. Архів оригіналу за 6 березня 2016. Процитовано 21 січня 2014.
105. ↑  The Pale Emperor (Deluxe) by Marilyn Manson. Amazon.co.uk. Архів оригіналу за 11 листопада 2014. Процитовано 12 листопада 2014.
106. ↑  Dine Alone Records - View Releases - The Pale Emperor. Dine Alone Records. Архів оригіналу за 29 листопада 2014. Процитовано 20 листопада 2014.
107. ↑  Amazon.com: Marilyn Manson: The Pale Emperor (Deluxe Edition). Amazon.com. Процитовано 12 листопада 2014.
108. ↑  The Pale Emperor - Marilyn Manson / HMV Online (English Site). HMV Japan. Архів оригіналу за 16 березня 2015. Процитовано 21 листопада 2014.
109. ↑  iTunes Australia - Music - The Pale Emperor. iTunes AU. Архів оригіналу за 5 березня 2016. Процитовано 12 листопада 2014.
110. ↑  iTunes New Zealand - Music - The Pale Emperor. iTunes NZ. Архів оригіналу за 3 серпня 2016. Процитовано 9 листопада 2014.